# Медовичка
Медови́чка (Myzomela) — рід горобцеподібних птахів родини медолюбових (Meliphagidae). Представники цього роду мешкають в Австралії, на Новій Гвінеї, на островах Воллесії і Меланезії. Це найчисельніший за кількістю видів рід медолюбових, а також найбільш географічно поширений.

## Види
Виділяють 39 видів:
- Медовичка амбонська (Myzomela blasii)
- Медовичка світлогорла (Myzomela albigula)
- Медовичка сіра (Myzomela cineracea)
- Медовичка червоногорла (Myzomela eques)
- Myzomela simplex[5][6]
- Myzomela rubrotincta[6][7][8]
- Myzomela rubrobrunnea[6][9]
- Медовичка темна (Myzomela obscura)
- Медовичка багряна (Myzomela cruentata)
- Myzomela erythrina[6][10]
- Медовичка чорна (Myzomela nigrita)
- Медовичка новоірландська (Myzomela pulchella)
- Медовичка ветарська (Myzomela kuehni)
- Myzomela prawiradilagae[11]
- Медовичка червоноголова (Myzomela erythrocephala)
- Медовичка сумбейська (Myzomela dammermani)[12]
- Медовичка острівна (Myzomela irianawidodoae)[13]
- Медовичка гірська (Myzomela adolphinae)
- Медовичка білочерева (Myzomela boiei)
- Myzomela wahe[14][15]
- Медовичка сулавеська (Myzomela chloroptera)[12]
- Медовичка вогниста (Myzomela wakoloensis)[12]
- Медовичка червона (Myzomela sanguinolenta)
- Медовичка новокаледонська (Myzomela caledonica)[8][12]
- Медовичка кардиналова (Myzomela cardinalis)
- Медовичка ротуманська (Myzomela chermesina)[12]
- Медовичка мікронезійська (Myzomela rubratra)
- Медовичка новогвінейська (Myzomela sclateri)
- Медовичка ебонітова (Myzomela pammelaena)
- Медовичка бугенвільська (Myzomela lafargei)
- Медовичка червоногуза (Myzomela eichhorni)
- Медовичка малаїтська (Myzomela malaitae)
- Медовичка чорноголова (Myzomela melanocephala)
- Медовичка сан-кристобальська (Myzomela tristrami)
- Медовичка фіджійська (Myzomela jugularis)
- Медовичка новобританська (Myzomela erythromelas)
- Медовичка тиморська (Myzomela vulnerata)
- Медовичка червоношия (Myzomela rosenbergii)
- Myzomela longirostris[6][16]

## Етимологія
Наукова назва роду Myzomela походить від сполучення слів дав.-гр. μυζαω — смоктати і μελι — мед.